# Thể khoang
Thể khoang hay khoang cơ thể (tiếng Anh: coelom, số nhiều coeloms hay coelomata), là một khoang chứa đầy dịch lỏng hình thành từ trong trung phôi bì. Thể khoang hình thành trong các sinh vật ba lá phôi và chỉ tồn tại trong các sinh vật dạng này, nhưng đã tiêu giảm trong một số loài. Sự tiêu giảm thể khoang này có liên quan tới việc làm giảm kích thức của cơ thể sinh vật. 
Thể khoang có chức năng hấp thu và làm giảm các chấn động có hại cho cơ thể, giống như một bộ xương thủy tinh. Nó cũng giúp các nội quan hình thành và phát triển một cách độc lập với body wall. Điều này có thể thấy trong bộ máy tiêu hóa của giun đất và các sinh vật khác trong ngành giun đốt, trong đó màng treo ruột xuất phát từ thể khoang nằm trong trung phôi bì. Đối với các động vật có vú, thể khoang hình thành nên các màng bụng, màng phổi và màng tim. 
Trong quá khứ, những nhà động vật học phân loại động vật dựa trên các đặc tính liên quan tới thể khoang. Họ tin rằng, sự hiện diện hay không, cũng như quá trình hình thành thể khoang là một yếu tố cực kì quan trọng trong việc tìm hiểu về  mối quan hệ tiến hóa giữa các ngành động vật. Tuy nhiên, các nghiên cứu gần đây cho thấy rằng các đặc tính nêu trên không thật sự quan trọng như mọi người từng nghĩ. Thật vậy, thể khoang có thể đã từng xuất hiện trong các động vật miệng nguyên sinh lẫn các động vật miệng thứ sinh.